# Auwel-Holt
Auwel-Holt is een dorp in de gemeente Straelen in het uiterste westen van de Duitse bondsstaat Noordrijn-Westfalen.
Direct ten westen van het dorp is de grens met de Nederlandse provincie Limburg. Ten noorden van het dorp liggen de plaatsen Geldern en Walbeck. Auwel-Holt is een polycentrisch dorp, wat zeggen wil dat er niet een voornaamste kern is. Het centrum wordt min of meer gevormd door de Schulweg en de Ixweg. De bebouwing concentreert zich daar, maar er zijn meerdere kernen bestaande uit losse boerderijen en huizen, die voornamelijk zuidelijk en oostelijk van de plaats zijn te vinden. Daarnaast lopen twee belangrijkere verkeerswegen door het dorp, de L480 (Arcener Straße) en de L2 (Maasstraße). De wegen kruisen elkaar, en verbinden delen van het dorp.
De uit ca. 350 huishoudens tellende plaats heeft nog een echt dorpskarakter. Auwel-Holt heeft naast een eigen kerk (de St. Georg-Kirche) een vrijwillige brandweervereniging, basisschool, kinderdagverblijf, twee herbergen en een (kleine) supermarkt. Daarnaast heeft Auwel-Holt een verenigingsleven. Er is een modelbouw-, sport- en muziekvereniging. Carnaval is een jaarlijks belangrijk evenement.